# Grive de Dixon
Zoothera dixoni
Espèce
Statut de conservation UICN

 LC  : Préoccupation mineure
La Grive de Dixon (Zoothera dixoni) est une espèce de passereaux de la famille des Turdidae.
Elle porte le nom de l'ornithologue Charles Dixon.

## Répartition
Elle vit à travers l'Himalaya, le Yunnan et le centre de la Chine.

## Habitat
Elle vit dans les forêts humides de montagne et les zones de broussailles tropicales et subtropicales en haute montagne[réf. souhaitée].